# Португалія на зимових Олімпійських іграх 2014
Португалія на зимових Олімпійських іграх 2014 року, які проходили в російському місті Сочі, була представлена двома спортсменами (одним чоловіком та однією жінкою) в одному виді спорту: гірськолижний спорт. Прапороносцем на церемонії відкриття Олімпійських ігор був гірськолижник Артур Гансе, а на церемонії закриття — гірськолижниця Камілла Діас.
Португалія всьоме взяла участь в зимових Олімпійських іграх. Країна не здобула жодної медалі.

## Учасники
За видом спорту та статтю
| Вид спорту          | Чоловіки | Жінки | Разом |
| ------------------- | -------- | ----- | ----- |
| Гірськолижний спорт | 1        | 1     | 2     |
| Разом               | 1        | 1     | 2     |

## Гірськолижний спорт
| Спортсмен    | Дисципліна                   | Спуск 1 (DH) | Спуск 1 (DH) | Спуск 2 (Sl) | Спуск 2 (Sl) | Разом        | Разом        | Разом |
| Спортсмен    | Дисципліна                   | Час          | Місце        | Час          | Місце        | Час          | Місце        |       |
| ------------ | ---------------------------- | ------------ | ------------ | ------------ | ------------ | ------------ | ------------ | ----- |
| Артур Гансе  | слалом, чоловіки             | не фінішував | не фінішував | не фінішував | не фінішував | не фінішував | не фінішував |       |
| Артур Гансе  | гігантський слалом, чоловіки | 1:30.52      | 57           | не фінішував | не фінішував | не фінішував | не фінішував |       |
| Камілла Діас | слалом, жінки                | 1:05.24      | 48           | 1:03.26      | 41           | 2:08.50      | 40           |       |
| Камілла Діас | гігантський слалом, жінки    | 1:32.70      | 63           | 1:34.93      | 63           | 3:07.63      | 59           |       |